# مژه‌های خیس
پلک‌های مرطوب (به هندی: Bheegi Palkein) یا مژه‌های خیس (به انگلیسی: Moistened eyelids) فیلمی هندی محصول سال ۱۹۸۲ و به کارگردانی سیسیر میشرا است. در این فیلم بازیگرانی همچون راج بابار، اسمیتا پاتیل و لیلا میشرا ایفای نقش کرده‌اند.